# Les aventures de Priscilla
Les aventures de Priscilla (títol original en anglès: The Adventures of Priscilla, Queen of the Desert) és una pel·lícula australiana de Stephan Elliott estrenada l'any 1994. Protagonitzada per Terence Stamp, Hugo Weaving i Guy Pearce, relata la història de dues drag queens i d'una transsexual que travessa Austràlia de Sydney a Alice Springs en un gran bus que han batejat «Priscilla». Ha estat doblada al català.

## Argument
MitziDel Bra, una drag queen, està cansat de tocar als pubs i cabarets de Sydney, i accepta l'oferta de tocar en un casino a Alice Springs, al cor d'Austràlia. Convenç els seus dos amics i col·legues d'anar amb ell: Bernadette Bassenger — una transsexual, el noviet de la qual acaba de morir — i Felicia Jollygoodfellow — un jove i irritant homosexual i drag queen. Marxen així en aquest bus, comprat a uns suecs, que rebategen « Priscilla, boja del desert ».
Trobant en ruta l'actitud rural australiana (molt menys tolerant cap a l'homosexualitat que a la gran ciutat), violències sexuals, i aconseguint superar les nombroses avaries del seu bus, la tropa acaba per arribar a Alice Springs, disposada a interpretar el show que ha repetit durant el viatge. Però abans d'arribar a Alice, Mitzi revela que de fet està casat, i que el viatge que ha emprès era sobretot destinat a retre un servei a la seva dona, que té el casino i que li ha demanat d'encarregar-se, per un cert de temps, del seu fill, un noi d'una desena d'anys.
Guy Pearce fa de Felicia, mentre que Hugo Weaving interpreta el paper de Mitzi, i Terence Stamp el de la transsexual, Bernadette.

## Repartiment
- Terence Stamp: Bernadette (Ralph)
- Hugo Weaving: Tick / Mitzi
- Guy Pearce: Adam / Felicia
- Bill Hunter: Bob
- Sarah Chadwick: Marion
- Mark Holmes: Benji
- Julia Cortez: Cynthia
- Ken Radley: Frank
- Alan Dargin: l'Aborigen
- Rebel Russell: la dona al logo
- June Marie Bennett: Shirley
- Al Clark: el sacerdot
- Stephan Elliott: Jeff el porter (no surt als crèdits)
- Hannah Corbett: la germana de Ralph
- Trevor Barrie: el pare de Ralph
- Daniel Kellie: Ralph nen
- Margaret Pomeranz: la mare d'Adam
- Frank Cornelius: el pianista
- John Casey: el barman

## Acollida
El film va tenir un cert èxit comercial, informant aproximadament 16 milions $ al box-office a Austràlia i 11 milions a Amèrica del Nord per un pressupost de 2 milions $.
Ha rebut una acollida de la crítica molt favorable, recollint un 93 % de critiques positives, amb una nota mitjana de 7,1/10 i sobre la base de 30 critiques recollides, en el lloc Rotten Tomatoes. A Metacritic, obté un resultat de 68/100 amb 19 critiques.

## Al voltant de la pel·lícula
- El film ha esdevingut un film culte a la comunitat gai. La banda sonora comporta de nombrosos tubes dels anys 1970 - 80, sobretot nombroses referències al grup disco suec Abba. Aquest film explora i exagera també nombrosos estereotips homosexuals. Una de les fortaleses del film és també que no presenta els homosexuals com pecadors o éssers malsans, ni com màrtirs sense cap defecte (com al film Philadelphia), més aviat com persones com les altres.
- El film mostra també el Outback australià d'una manera idíl·lica, mostrant la bellesa dels paisatges, i inclou una escena de fort poder simbòlic: la tropa balla i actua en un moment donat amb una tribu aborigen, descrivint la trobada entre dos grups habitualment exclosos per la societat, que s'uneixen en una situació particularment improbable. Però Priscilla té també l'èxit d'un càsting únic, sobretot amb Terence Stamp, habituat a papers més masculins i virils, i la presència de dues futures estrelles, Guy Pearce que es trobarà a L.A. Confidential, Iron Man 3 o a Memento, i sobretot Hugo Weaving que ha actuat a Matrix i El Senyor dels Anells o més recentment a Capità Amèrica de Joe Johnston.
- Durant la cerimònia d'obertura dels Jocs olimpics de Sydney de l'any 2000, al seguici es trobava una sabata geganta de taló d'agulla, un dels símbols del film, com a referència a aquest film i homenatge a la comunitat gai de Sydney.[7]

## Premis i nominacions

### Premis
Premis Australian Academy of Cinema and Television Arts 1994
- Millors decoracions
- Millor vestuari

Festival Internacional de Cinema de Seattle 1994
- Millor film
- Millor actor: Terence Stamp

Oscar 1995
- Oscar al millor vestuari

 BAFTA 1995
- BAFTA al millor maquillatge i perruqueria
- BAFTA al millor vestuari

Premis GLAAD Media 1995
- Millor film

### Nominacions
Premis Australian Academy of Cinema and Television Arts 1994
- Millor film
- Millor actor: Terence Stamp i Hugo Weaving
- Millor realització
- Millor guió
- Millor fotografia
- Millor música

 Premis Globus d'Or 1995
- Globus d'Or a la millor pel·lícula musical o còmica
- Globus d'Or al millor actor musical o còmic: Terence Stamp

Premis BAFTA 1995
- BAFTA al millor actor: Terence Stamp
- BAFTA a la millor fotografia
- BAFTA al millor guió original
- BAFTA al millor disseny de producció
- BAFTA a la millor música